# Mitterbrünst
Mitterbrünst ist ein Ortsteil der Gemeinde Büchlberg im niederbayerischen Landkreis Passau. Es handelt sich um ein Dorf mit 90 Einwohnern. Bis 1949 gehörte der Ort zur Gemeinde Donauwetzdorf.